# Hans Streuli
Pour les articles homonymes, voir Streuli.
Hans Streuli, homme politique suisse, né le 13 juillet 1892 à Zurich, décédé le 23 mai 1970 à Aarau, bourgeois de Wädenswil et Richterswil (Zurich), est un architecte et homme politique suisse, membre du Parti radical-démocratique. Il a été Conseiller fédéral de 1954 à 1959.

## Biographie

### Jeunesse
Hans Streuli est né à Zurich comme enfant unique de Jean, peintre, et Susette Schmidt. Après s'être installé à Wädenswil, sa commune d'origine, il y a fait ses études. Après avoir obtenu son baccalauréat à Lausanne, il est retourné à Zurich et a fréquenté l'École polytechnique fédérale de Zurich, où il a obtenu son diplôme d'architecte en 1916,. En 1918, il ouvre son propre bureau d'architecture, toujours à Wädenswil. En 1922, il s'installe à Richterswil et épouse Clara Pünter, avec qui il aura deux filles et un fils. En 1928, Hans Streuli est élu maire de Richterswil, fonction qu'il assumera jusqu'en 1935,,.

### Carrière politique dans le canton de Zurich
Le 7 avril 1935, il est élu, pour le Parti radical-démocratique (PRD), à l'exécutif du canton de Zurich,,. Contrairement à ses attentes, il n'a pas été affecté au service des bâtiments, mais à la direction des finances. Il a cependant rapidement acquis l'expertise nécessaire. Dans cette fonction, il a joué un rôle décisif dans l'assainissement des finances cantonales, et une vaste réforme fiscale est approuvée par le peuple en 1952,. Son projet d'assurance vieillesse cantonale a en revanche échoué en 1941.
Pendant son mandat de conseiller d'État, Hans Streuli a été président du comité d'organisation de l'Exposition nationale suisse de 1939 ("Landi") à Zurich, pour laquelle il a reçu un doctorat honorifique (Dr. oec. publ.) de l'Université de Zurich en 1940,. Il a également siégé aux conseils d'administration de Rentenanstalt-Swisslife (1940-1954) et de Swissair (1946-1953).

### Conseil fédéral

#### Élection
Le prédécesseur social-démocrate de Streuli, Max Weber, a démissionné le 8 décembre 1953, deux jours après un référendum perdu sur la réforme financière. Son parti a renoncé au siège vacant et a voulu retourner dans l'opposition. La prétention du canton le plus peuplé de Zurich au siège du Conseil fédéral est incontestée, de sorte que très peu de candidats sont même pris en considération. Le PRD a présenté Streuli et les catholiques-conservateurs Emil Duft exactement un jour avant les élections. Les nominations étaient certainement motivées par des raisons politiques : Streuli était partisan d'un impôt fédéral direct, Duft était violemment opposé à cette idée. Le jour même de la nomination de Duft, deux articles du journaliste zurichois Fritz Heberlein sont parus dans le Basler National-Zeitung. Dans le premier article, il souligne que Duft est un représentant du catholicisme politique ; dans le second, il attire l'attention sur une affaire de corruption au sein de l'armée américaine en Allemagne, dans laquelle les paiements douteux ont été acheminés par la banque dont Duft était le directeur général. Les adversaires de Streuli craignaient, eux, qu'il ne poursuive les mêmes objectifs que son prédécesseur et ignore le référendum du 6 décembre 1953. Finalement, Streuli est élu le 22 décembre 1953 avec 113 des 216 votes valides au second tour (68e conseiller fédéral de l'histoire suisse[réf. nécessaire]). C'est la dernière fois que le PRD aura été majoritaire au Conseil fédéral.
Hans Streuli est l'un des rares hommes politiques à avoir été élu au Conseil fédéral sans avoir jamais fait partie d'un organe législatif.

#### Action au Conseil fédéral
Comme prévu, Hans Streuli a pris en charge le Département des finances et des douanes. Il s'est principalement concentré sur la réorganisation du système financier fédéral, mais cette initiative a rencontré une large résistance, notamment de la part de son propre parti. L'introduction d'un impôt fédéral uniforme a été critiquée par les milieux bourgeois en particulier parce qu'elle imposerait une charge excessive aux hauts revenus et à l'économie et a été abandonnée. Streuli a supprimé l'impôt fédéral sur le luxe et a abaissé les taux d'impositions maximaux. Il a essayé de maintenir les dépenses fédérales aussi basses que possible, malgré une bonne économie et des recettes fiscales en hausse. Après quelques revers, il a réussi en 1958 à consacrer au moins le système fiscal en vigueur depuis la guerre. Il a par ailleurs été vice-président de la Commission de la fondation fédérale Winkelried. En outre, il a réussi à inscrire dans la Constitution la péréquation financière entre les cantons.
Hans Streuli était considéré comme peu diplomate, partisan d'un exécutif fort, mais également comme prêt à aborder les dossiers les plus difficiles et maîtrisant très bien ses dossiers,. Il aurait souhaité que la Confédération dispose de davantage de compétences dans les domaines de l'aménagement du territoire et de la construction du réseau d'autoroutes.

#### Démission
Streuli a quitté le Conseil fédéral le 31 décembre 1959 à l'âge de 67 ans et est retourné à Richterswil. Quatre nouveaux membres ont été élus au Conseil fédéral le 17 décembre 1959. La composition du Conseil fédéral a alors suivi la formule dite magique - deux représentants du PRD, deux du Parti socialiste suisse (PSS), deux du Parti démocrate-chrétien (PDC) et un de l'Union démocratique du centre (UDC) - jusqu'en 2003. Le successeur direct de Streuli au ministère des Finances est Jean Bourgknecht.

### Activités après le Conseil fédéral
Après sa démission, Hans Streuli a été président de diverses organisations et associations, dont la Société nationale pour l'encouragement de la technique atomique industrielle, la Commission fédérale des banques (1965-1966), la Fondation Pestalozzi, l'Hôpital suisse de Paris, et l'Aide suisse aux montagnards.

## Départements
- 1954-1959 Département des finances et des douanes

## Présidence de la confédération
- 1957[3]